# Alexandre Guyader
Pour les articles homonymes, voir Guyader.
Alexandre Guyader, né le 1er mars 1981 à La Rochelle (Charente-Maritime), est un véliplanchiste français de l'équipe de France. Licencié au CN Angoulins, il est sur le circuit international depuis 1995. Après plusieurs classements en Tornado dont une place de 3e aux Championnats du monde de voile 2008 et vice-champion au Championnat d'Europe la même année, il revient en RS:X pour une nouvelle préparation olympique. Il a déjà participé aux Jeux olympiques d'été de 2000 à Sydney en Mistral One Design, l'ancien support olympique en planche à voile.

## Palmarès

### Jeux olympiques
- 12e aux Jeux olympiques d'été de 2000 à Sydney

### Championnat du monde
- 10e au championnat du monde de RS:X en 2010
- 6e au championnat du monde de F18 en 2009
- 12e au championnat du monde de RS:X en 2009
- Championnat du monde de Tornado en 2008
- 5e au championnat du monde Tornado en 2007
- 5e au championnat du monde Tornado en 2006
- 4e au championnat du monde de Mistral One Design en 2004
- 5e au Championnat du monde de Mistral One Design en 2003
- Championnat du Monde Jeune ISAF de Mistral One Design en 1998
- Championnat du Monde Jeune de Mistral One Design en 1998
- Championnat du Monde Jeune de Mistral One Design en 1996

### Championnat d'Europe
- 7e au championnat d'Europe de RS:X en 2009
- Vice-champion d'Europe de Tornado en 2008.
- Champion d'Europe de planche à voile Mistral One Design en 2002
- Champion d'Europe de planche à voile Mistral One Design en 2000
- Champion d'Europe de planche à voile Mistral One Design en 1999